# District de Xinlin
Le district de Xinlin (新林区 ; pinyin : Xīnlín Qū) est une subdivision administrative de la province du Heilongjiang en Chine. Elle est placée sous la juridiction de la préfecture de Daxing'anling.

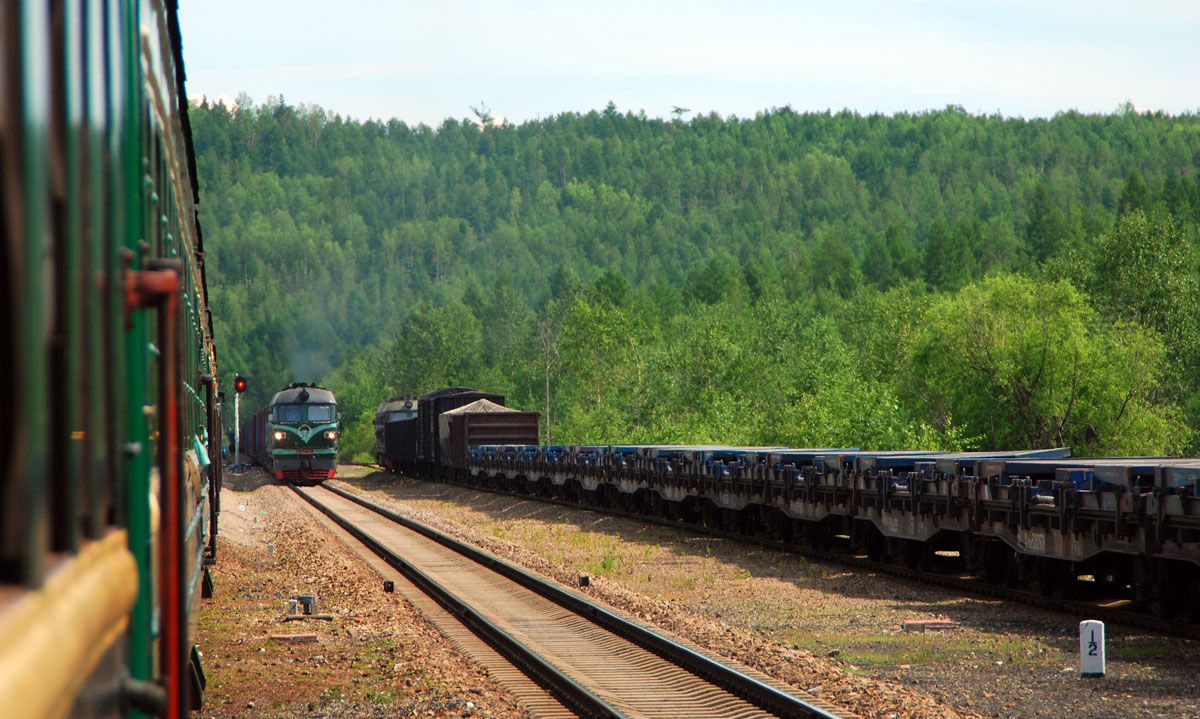
La